# Seneca Wallace
Seneca Sinclair Wallace (nascido em 6 de agosto de 1980) é um ex-quarterback de futebol americano. Ele foi selecionado pelo Seattle Seahawks na quarta rodada do Draft de 2003 da NFL. Ele jogou futebol americano universitário em Iowa State. Ele também foi membro do Cleveland Browns, New Orleans Saints, San Francisco 49ers e Green Bay Packers.

## Primeiros anos
Wallace frequentou a Cordova High School em Rancho Cordova, Califórnia, e foi um jogador de futebol e basquete. No basquete, ele ganhou honras da Conferência All-Sierra e menção honrosa All-Sacramento.

## Carreira universitária
Wallace frequentou o Sacramento City College para ficar perto de casa a pedido de sua mãe. Depois de receber inicialmente apenas três ofertas, duas como wide receiver, Wallace se transferiu para a Iowa State University para seu primeiro e último ano.

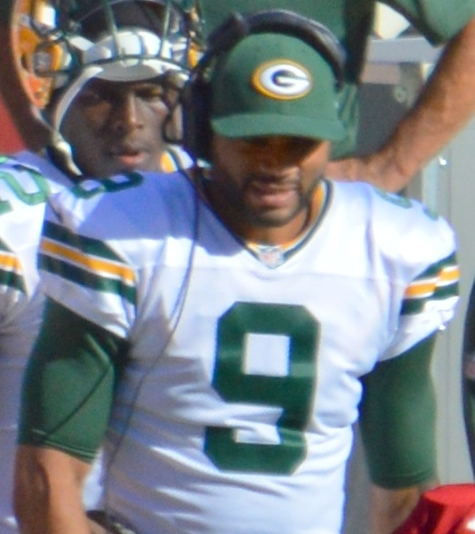
Wallace em 201